# The Name of the Game Is Kill!
The Name of the Game Is Kill! és un thriller estatunidenc de 1968 dirigit per Gunnar Hellström i protagonitzat per Jack Lord, Susan Strasberg i Collin Wilcox Paxton. Va ser rodat en ubicació a Arizona.

## Trama
Un home que descansa en un entorn rural del sud-oest és colpejat amb una rèplica de l'estàtua de Venus de Milo i el seu cos és arrossegat a un foc obert.
Symcha Lipa (Jack Lord), un vagabund d'origen hongarès, descansa al costat d'una carretera polsegosa d'Arizona. És recollit per Mickey Terry (Susan Strasberg), que el porta a casa seva i li ofereix una dutxa abans de seguir el seu camí. Mickey viu amb la seva mare i dues germanes, però només la germana gran, Diz (Collin Wilcox Paxton), hi és en aquell moment. Les germanes tenen una breu discussió, en la que Diz critica Mickey per agafar Lipa per ser la seva última parella sexual. Se'ls uneixen la germana menor, Nan (Tisha Sterling), que acaba de ser expulsada de l'escola pel seu darrer incident de mala conducta, i la mare (T.C. Jones).
L'endemà al matí, quan Lipa deixa la casa de les Terry, és atropellat per un cotxe que ve darrere seu. Queda inconscient i passa tres dies a l'hospital, però no pateix cap ferida duradora. El xerif investigador l'adverteix sobre la casa de les Terry, dient-li que hi han passat coses misterioses, inclosa la desaparició de Julio Lamberto, un home que va passar temps amb les dones Terry.
Malgrat l'avís, Lipa torna a casa dels Terry. En aquell moment només hi és Diz. Tenen una llarga xerrada i Diz li explica l'època en què anys abans la seva mare va matar el seu pare maltractador. Més tard, molt agitada, intenta fer un petó a Lipa, dient que el vol salvar de Mickey. S'allunya fàcilment d'ella.
Quan les altres tres dones tornen a casa, Lipa li pregunta a la mare si pot treballar a l'empresa familiar a canvi d'allotjament i menjar. La seva oferta és acceptada. Lipa va a en Mickey i ells també tenen una llarga conversa. Mickey li diu que s'ha enamorat d'ell, però ell li diu que la seva capacitat d'amor es va perdre arran de la revolució hongaresa de 1956. Mickey parla amb Lipa sobre el seu pare, i també esmenta que havia estat involucrada amb Julio Lamberto. Tot i que la Lipa li havia dit anteriorment a Mickey que s'estava movent massa ràpid en la seva relació, es fan amants i decideixen traslladar-se a San Francisco.
Quan expliquen a la resta de la família les seves intencions, la mare els desitja sort. Tenen previst marxar l'endemà. És gairebé Halloween i aviat serà l'aniversari de la Nan, així que decideixen fer una festa aquella nit per celebrar-ho tot. En començar les festes, Nan desapareix. Però aviatapareix, ella i Diz només estaven treballant plegades per salvar la Lipa i el Mickey.
Aquella nit Lipa conversa, per separat, amb la mare i la Nan. En total, les quatre dones expliquen històries molt diferents del que li va passar al pare. Tots diuen que va ser artísticament realitzat, especialitzat en rèpliques de Venus de Milo. Les dones també esmenten les seves interaccions amb Julio Lamberto.
L'endemà Lipa i Mickey marxen al cotxe, però han de tornar poc després, tal com havia predit Diz, quan en Mickey s'adona que no té els seus diners. Quan en Mickey puja a buscar-los, Lipa és atret a una habitació del darrere i Nan el deixa inconscient amb una estàtua. Ella i Diz l'arrosseguen a un forn i obren la reixa i es preparen per forçar el seu cos dins. Mickey i la mare arriben just a temps per evitar-ho. Mentre lluiten, Lipa recupera la consciència. Nan, mentre crida que Lipa ha de morir, agafa el cap de la mare i tira. La mare porta una perruca que treu Nan, i es revela, per a sorpresa de totes les germanes, que en realitat és el seu pare.
En Diz, aclaparada, balbuceja que li va dir a la Nan que matés Lipa perquè anava a fer que la família se separés. Aleshores, Diz diu que odiava la seva mare i la va matar fa anys. El pare dona suport la seva versió, dient que la seva dona era una dona dolenta amb poca moral. Nan confessa haver matat Julio Lamberto.
El pare li diu a Mickey que vagi a començar la seva nova vida amb Lipa a San Francisco. Se'n van. El pare torna amb Diz i Nan i es reconforta aleshores, i diu que haurien de prendre una mica de te. Treu tres de les quatre pastilles que guarda en un medalló al coll, i deixa caure una en cadascuna de les tasses de te que ha preparat per a ells i per a ell. Mentre ho fa, diu: "Mai és massa tard per ser un bon pare".
A la carretera, la Lipa li pregunta a Mickey què li va passar realment a la seva mare. La càmera congela a la cara de Mickey i el seu somriure enigmàtic, possiblement sinistre.

## Repartiment
- Jack Lord com Symcha Lipa
- Susan Strasberg com Mickey Terry
- Collin Wilcox Paxton com Diz Terry
- Tisha Sterling com Nan Terry
- T.C. Jones com Mrs. Terry
- Mort Mills com Sheriff Fred Kendall
- Marc Desmondcom el Doctor